# Psychotria darwiniana
Espèce
Statut de conservation UICN

 VU  : Vulnérable
Psychotria darwiniana est une espèce de plantes du genre Psychotria. C’est une plante endémique du Cameroun, dont l’habitat naturel se trouve dans la région du Sud-ouest. C'est un arbuste de sous-bois forestier de 1000-1650 m d'altitude. Elle est jusqu'à présent uniquement connue sur le mont Koupé où elle est très abondante, sur les monts Bakossi et le mont Ekomane. Elle a également été trouvée sur les monts Rumpi, où elle est rare. 
L'espèce a été évaluée comme vulnérable voire en danger critique d'extinction à cause du nombre limité de ses emplacements (quatre) et de la réduction de son habitat par le déboisement.